# Cedar Grove (Metro de Boston)
Cedar Grove  es una estación en la línea de Alta Velocidad Ashmont–Mattapan del Metro de Boston. La estación se encuentra localizada en Adams Street y Milton Street en Boston, Massachusetts. La estación Cedar Grove fue inaugurada el 26 de agosto de 1929. La Autoridad de Transporte de la Bahía de Massachusetts es la encargada por el mantenimiento y administración de la estación.

## Descripción
La estación Cedar Grove cuenta con 2 plataformas laterales y 2 vías. 

## Conexiones
La estación es abastecida por las siguientes conexiones: 
- Rutas de autobuses: Ninguna